# Marian Klott

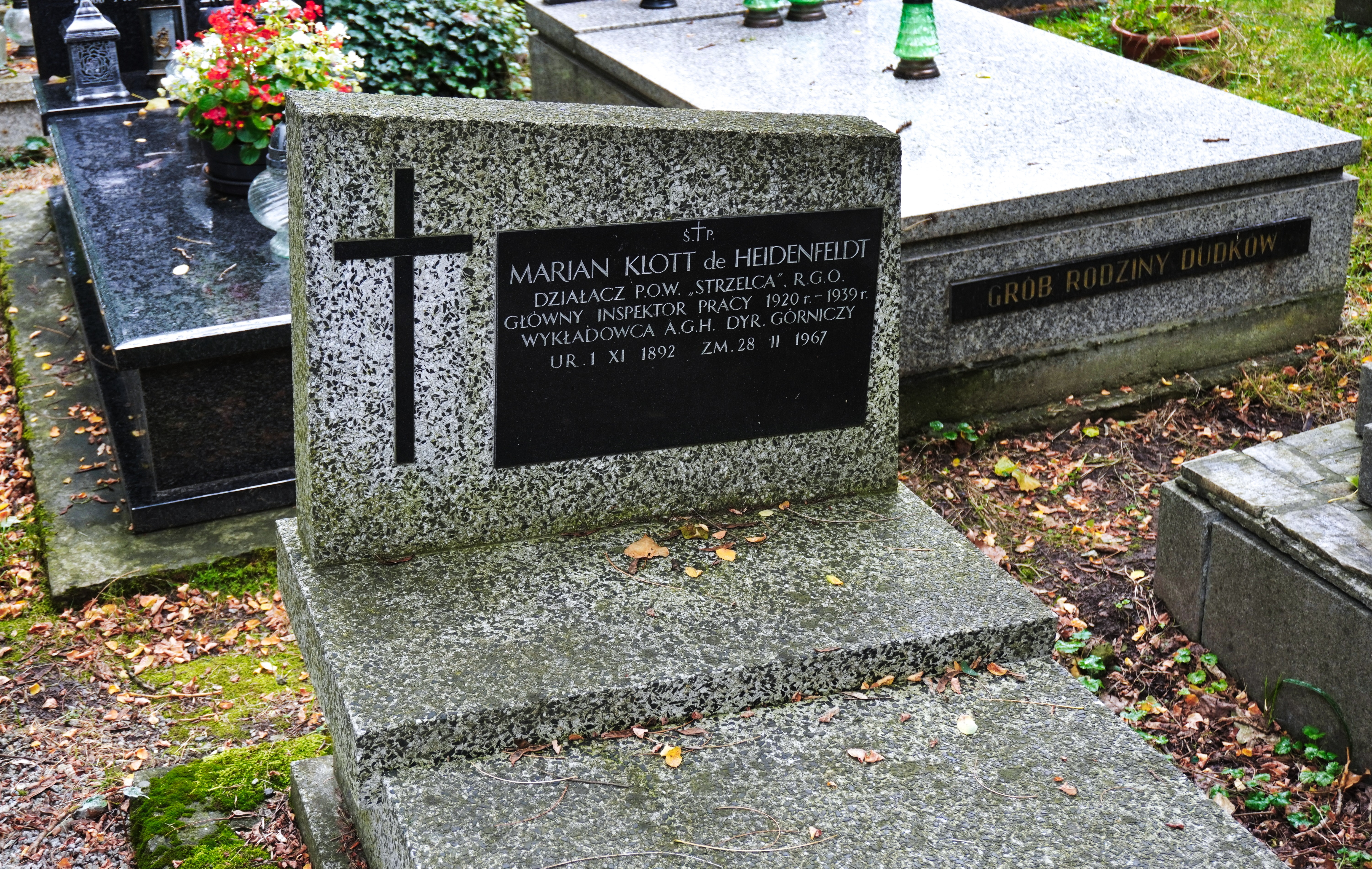
Grób Mariana Klotta de Heidenfeldta na Cmentarzu Rakowickim w Krakowie

Marian Klott de Heidenfeldt (ur. 1 listopada 1892 w Nawłoku, zm. 28 lutego 1967 w Krakowie), działacz niepodległościowy, członek POW, Główny Inspektor Pracy w II Rzeczypospolitej, pełniący urząd w latach 1920–1939.

## Życiorys
Urodził się na Wileńszczyźnie jako syn Mieczysława i Marii z d. Wróblewskiej. Od 1911 roku studiował, w 1915 kończąc naukę na Wydziale Fizyczno-Matematycznym Uniwersytetu Petersburskiego z dyplomem kandydata nauk fizyko-matematycznych. Jako student współorganizował wśród Polaków w Petersburgu Związek Walki Czynnej (Okręg V) oraz, od 1912, Związek Strzelecki. Od 1914 był prezesem Centralnego Komitetu Akademickiego Młodzieży Polskiej w Rosji połączonych organizacji akademickich „Filarecja” i „Wyzwolenie”. W czasie I wojny światowej działał w Polskiej Organizacji Wojskowej (1915–1918), w Centralnym Komitecie Obywatelskim, w Radzie Głównej Opiekuńczej (1916–1918); w 1917 uwięziony na kilka miesięcy przez władze niemieckie w związku z działalnością niepodległościową.
Od 1918 do 1926 kierował Wydziałem Rolnym w Ministerstwie Pracy i Opieki Socjalnej, równocześnie będąc okręgowym inspektorem pracy. W roku 1920 został mianowany przez Naczelnika Państwa Józefa Piłsudskiego na stanowisko Głównego Inspektora Pracy, które piastował do wybuchu II wojny światowej. Był też m.in. członkiem Komisji Rewizyjnej Zakładu Ubezpieczeń Społecznych, członkiem Polskiego Towarzystwa Polityki Społecznej, członkiem loży wolnomularskiej w Warszawie w czasach II Rzeczypospolitej.
Podczas obrony Warszawy w 1939 kierował sekcją zbiórki materiałowej w ramach Komitetu Samopomocy Społecznej. W czasie wojny działał także w Radzie Głównej Opiekuńczej, a następnie w Zakładzie Ubezpieczeń Społecznych w Warszawie, gdzie był kierownikiem działu inspekcji. Był także członkiem Zarządu Głównego Konwentu Organizacji Niepodległościowych. W Warszawie przebywał do kapitulacji powstania warszawskiego.
Po II wojnie został odsunięty od funkcji państwowych, nie został przyjęty do Państwowej Inspekcji Pracy jako „element obcy klasowo”. Pracę podjął najpierw w Zakładzie Ubezpieczeń Społecznych w Krakowie. Następnie pracował w przemyśle górniczym, w tym w Centralnym Zarządzie Przemysłu Węglowego w Katowicach, gdzie został kierownikiem Działu Bezpieczeństwa Pracy i Ratownictwa. Zatrudniony był również w Stacji Ratownictwa Górniczego w Bytomiu (przemianowana na Centralną Stację Ratownictwa Górniczego), gdzie kierował  Działem Kontroli i Nadzoru nad Lampiarniami Kopalnianymi. W Akademii Górniczo-Hutniczej w Krakowie w latach 1946–1960 był wykładowcą ratownictwa i bezpieczeństwa pracy. Od 1952 do 1954 roku  p.o. kierownika Zakładu Bezpieczeństwa i Higieny Pracy w Górnictwie na Wydziale Górniczym AGH.
Związany z Polską Partią Socjalistyczną, był jej aktywnym członkiem do 1920, kiedy objął stanowisko Głównego Inspektora Pracy, oraz w latach 1945–1948. Nie przystąpił do powstałej w 1948 Polskiej Zjednoczonej Partii Robotniczej. Na początku lat 1950. był dwukrotnie więziony przez Urząd Bezpieczeństwa.
Zmarł 28 lutego 1967 w Krakowie. Pochowany na cmentarzu Rakowickim (kwatera XXVIA-15-14).

## Życie prywatne
Żona – Zofia Klott de Heidenfeldt z Mireckich (ur. 22 grudnia 1897 w Warszawie, zm. 9 marca 1959 w Krakowie) – podczas powstania warszawskiego była sanitariuszką. Pochowana na cmentarzu Rakowickim w Krakowie (kwatera LXIV-12-13). Wraz z żoną mieli dwie córki:
- Teresa (ur. 7 stycznia 1928 w Warszawie, zm. 15 października 1993 w Krakowie)[12];
- Maria (ur. 22 maja 1923 w Warszawie, zm. 29 kwietnia 2009 w Warszawie)[13] podczas powstania warszawskiego była pielęgniarką, po wojnie pracowała jako lekarz medycyny[14].

## Ordery i odznaczenia
- Krzyż Komandorski Orderu Odrodzenia Polski (27 grudnia 1924)[15]
- Krzyż Niepodległości (22 grudnia 1931)[16]
- Krzyż Kawalerski Orderu Odrodzenia Polski
- Brązowy Krzyż Zasługi

## Upamiętnienie
Tablica poświęcona jego pamięci znajduje się od 1994 na fasadzie pałacu Pod Czterema Wiatrami w Warszawie. Treść napisu umieszczonego na tablicy: „PAMIĘCI MARIANA KLOTTA  GŁÓWNEGO INSPEKTORA PRACY  URZĘDUJĄCEGO W TYM GMACHU  W LATACH 1932–1939  W ROCZNICĘ 75-LECIA INSPEKCJI PRACY W POLSCE  WARSZAWA, 16 grudnia 1994 roku.”

## Galeria

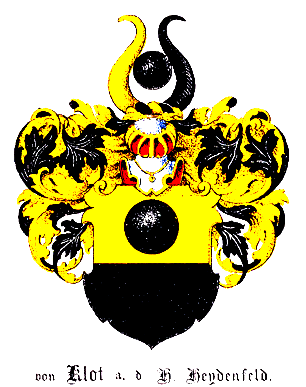
Herb własny Klottów
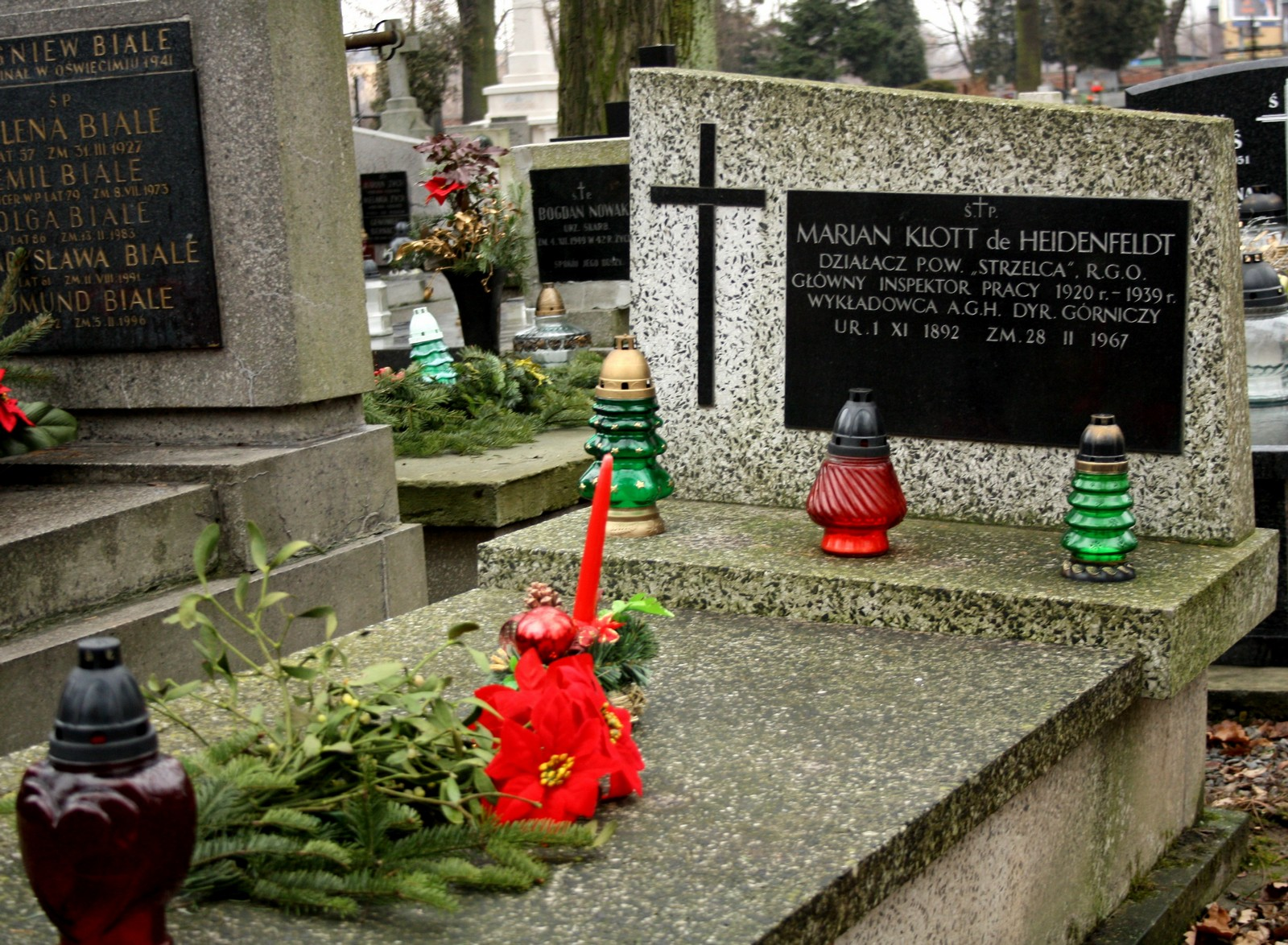
Miejsce spoczynku na cmentarzu Rakowickim w Krakowie
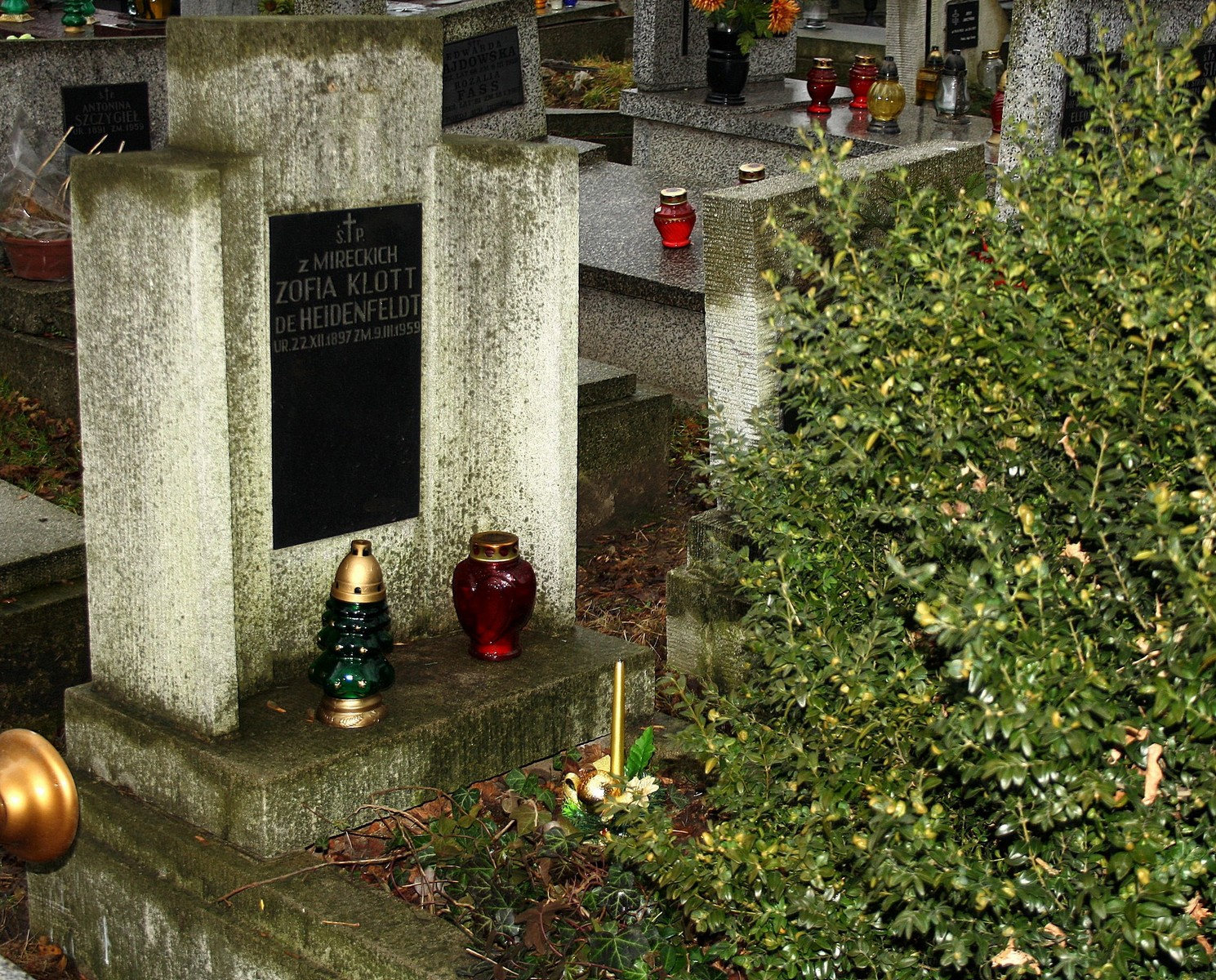
Grób żony na cmentarzu Rakowickim
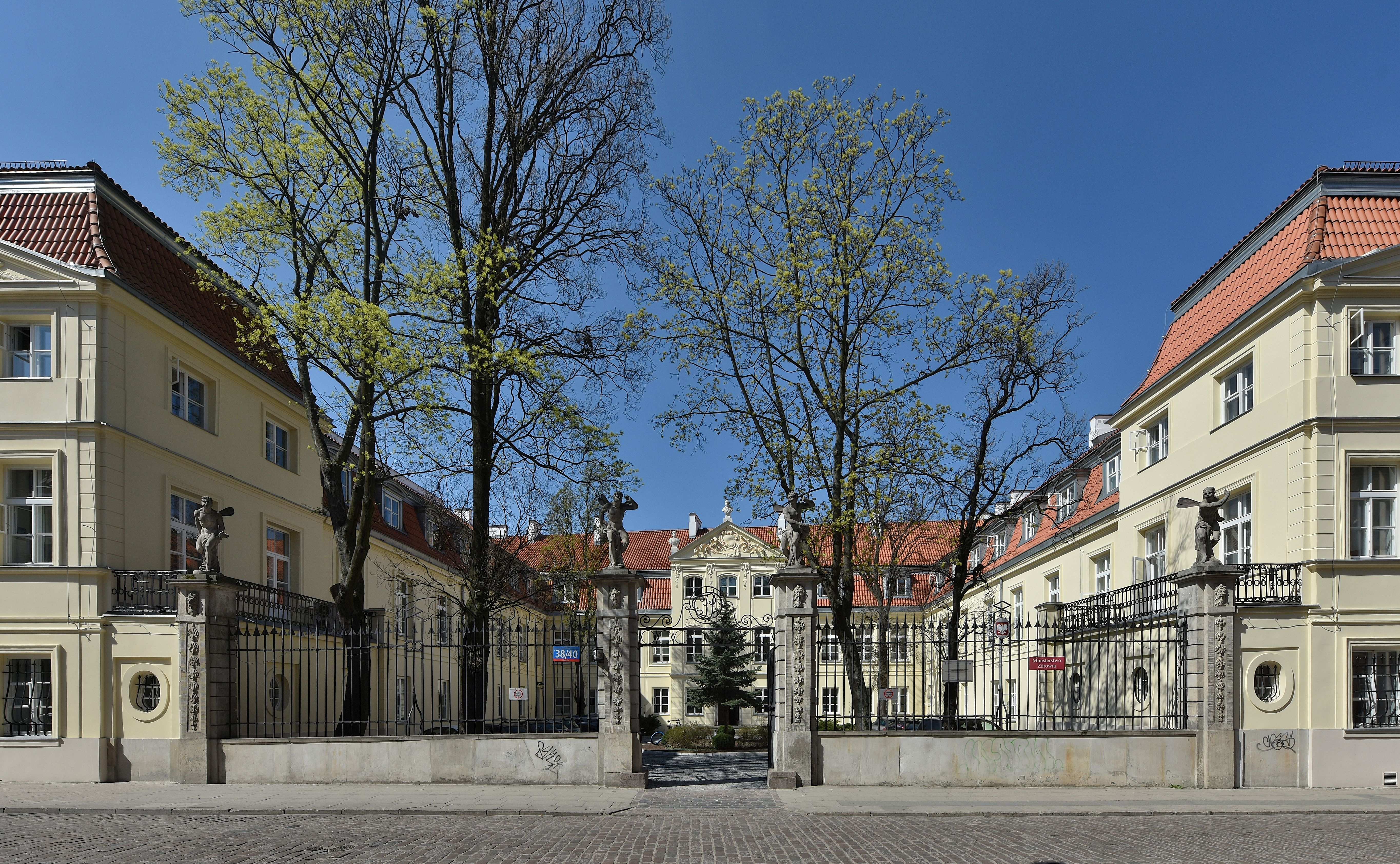
Pałac Pod Czterema Wiatrami, gdzie w 1994 umieszczono tablicę upamiętniającą Mariana Klotta
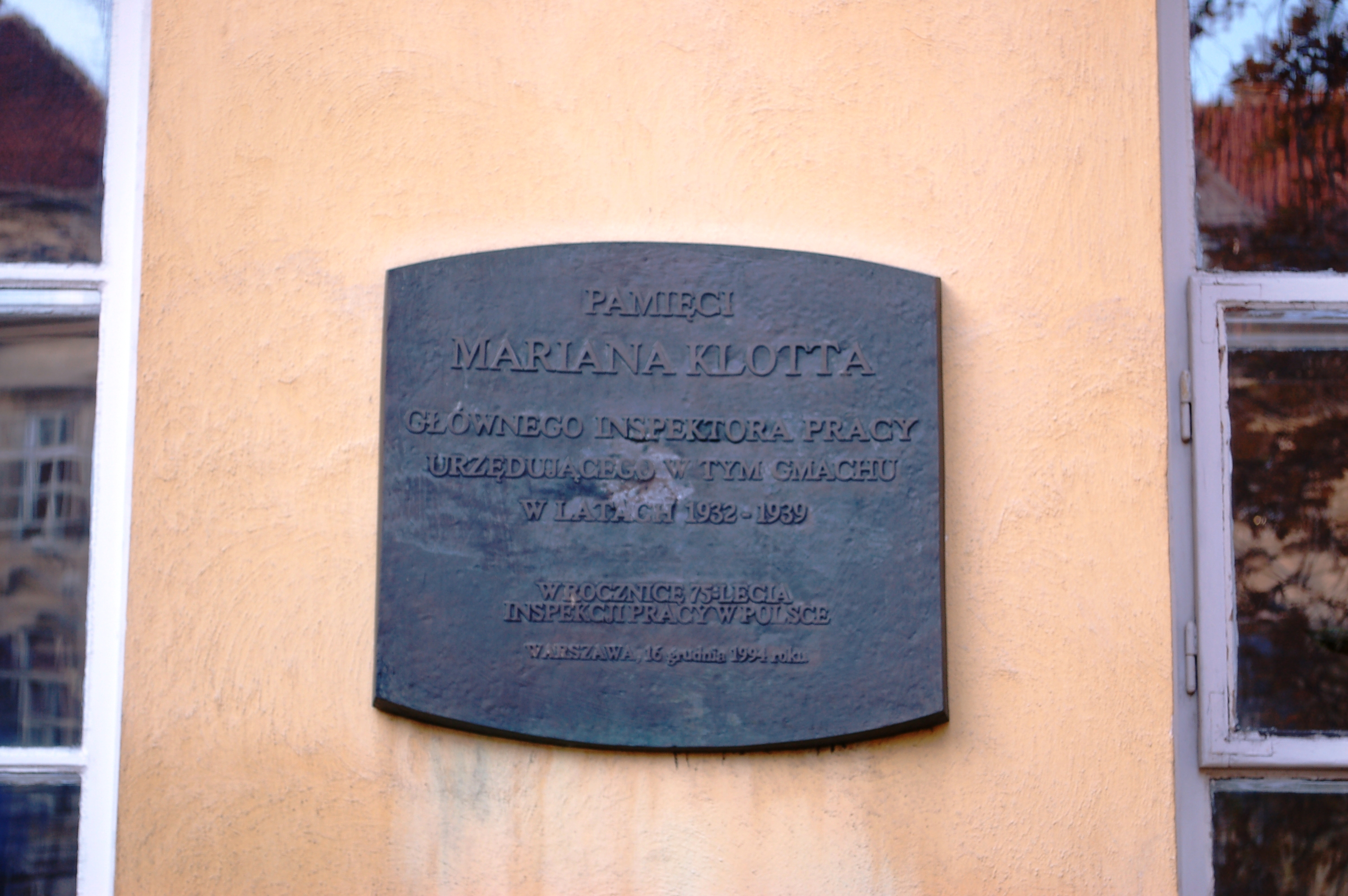
Tablica pamiątkowa na fasadzie pałacu